# Oskar Krämer
Pour les articles homonymes, voir Kramer.
Oskar Krämer (né le 28 mars 1833 à Saint-Ingbert et mort le 20 mars 1904 dans la même ville) est un propriétaire d'usine de fer et député du Reichstag.

## Biographie
Krämer étudie au lycée de Sarrebruck, l'école polytechnique de Karlsruhe et l'université Frédéric-Guillaume de Berlin. Il fait de nombreux voyages en Europe et en Orient. Il est également un forgeron et propriétaire foncier à Saint-Ingbert.
De 1881 à 1889, il est député du Reichstag pour la 4e circonscription du Palatinat (Deux-Ponts (de), Pirmasens), il appartient au groupe parlementaire du Parti national-libéral.
Depuis 1885, Krämer et son cousin Heinrich Kraemer dirigent l'entreprise familiale Eisenwerk Kraemer. Krämer initie la conversion de l'ancienne usine de haut fourneau avec opération de production de flaques d'eau et la production prédominante de rails soudés et de produits moulés en une aciérie avec un programme de laminage plus large (1886 nouveau moulin à fil, 1889 nouveau moulin à fer à barres). En 1888, la société en commandite basée sur des actions est transformée en société par actions. En 1899, le fils de Krämer, Oskar II (1866-1912), qui s'est préparé pour le succession à la direction de l'entreprise après l'examen légal de l'état par des années d'apprentissage dans le secteur bancaire, est nommé directeur général.
Après la mort de son père, le fils Oskar II Krämer transfère l'entreprise familiale à l'usine de haut fourneau de Rümelingen avec le nouveau nom Rümelinger und Sankt Ingberter Hochöfen und Stahlwerke AG en 1905. En 1911, un groupe d'intérêt est formé avec la société minière et fonderie germano-luxembourgeoise .